# Zatwarnica
Zatwarnica (ukr. Затварниця, Zatwarnycia) – wieś w Polsce położona w województwie podkarpackim, w powiecie bieszczadzkim, w gminie Lutowiska. Leży w dolinie potoku Głębokiego w pobliżu jego ujścia do Sanu.
| SIMC    | Nazwa                     | Rodzaj    |
| ------- | ------------------------- | --------- |
| 0356375 | Sękowiec (dawn. Sikawiec) | część wsi |
| 0356352 | Suche Rzeki               | część wsi |

W latach 1975–1998 miejscowość administracyjnie należała do województwa krośnieńskiego..
Wierni kościoła rzymskokatolickiego należą do parafii św. Michała Archanioła w Dwerniku. We wsi jest kościół filialny pw. Dobrego Pasterza.

## Historia
Wieś lokowana w latach 1551–1600 na prawie wołoskim w dobrach Kmitów, położona w ziemi sanockiej województwa ruskiego.
Piotr Kmita Sobieński dziedziczył Zatwarnicę do śmierci (1553), po nim bezdzietna wdowa Barbara Kmita z Herburtów. Po jej śmierci w 1580 r. brat Stanisław Herburt.
W 1588 pojawia się wzmianka o cerkwi. W 1774 wybudowano nową parafialną cerkiew greckokatolicką pw. Przeniesienia Relikwii św. Mikołaja. Prawdopodobnie na początku XIX w. parafię zlikwidowano. Ponownie erygowana w latach 30. XX wieku. Budynek cerkwi spalono w 1946 wraz z zabudową wsi.
W połowie XIX wieku właścicielami posiadłości tabularnej Zatwardnica byli Adolf, Teofila i Ludwika Jordan. W 1893 właścicielem posiadłości tabularnej w Zatwarnicy był hr. Edward Mycielski.
W II Rzeczypospolitej wieś w powiecie leskim województwa lwowskiego. W maju 1936 otwarto w Zatwarnicy most na rzece San. W 1937 roku we wsi znajdowały się m.in.: cerkiew, poczta, urząd gminy, młyn wodny, tartak, gajówka. Cześć zabudowy rozmieszczona w trzech przysiółkach: Suche Rzeki na południowy zachód od centralnej części wsi, Kalinów na południe oraz Sękowiec na północny wschód (po drugiej stronie rzeki San).
13 sierpnia 1944 oddział UPA uderzył po raz pierwszy na posterunek milicji w Zatwarnicy. 13 listopada 1944 sotnia UPA zamordowała 8 Polaków i powiesiła jednego Ukraińca oskarżonego o „zdradę narodu ukraińskiego”. W 1946 wieś została kompletnie spalona przez sotnię Bira, a ludność miejscowa wysiedlona w ramach wymiany ludności na radziecką Ukrainę. Łącznie w latach 1944–1945 nacjonaliści ukraińscy z OUN-UPA zamordowali tutaj 54 Polaków, Ukraińców i Łemków. W 1946 po wysiedlenie Ukraińców do ZSRR spalili pozostawione przez nich gospodarstwa.
Od października 1939 do sierpnia 1944 wieś była siedzibą urzędu gminy w powiecie sanockim. W okresie powojennym do 1951 roku miejscowość była siedzibą gminy Zatwarnica w powiecie leskim (województwo rzeszowskie).
W Zatwarnicy rozpoczęły działalność ośrodki wypoczynkowe, leśniczówki BdPN oraz Lasów Państwowych, sklepy. W Suchych Rzekach Terenowa Stacja Edukacji Ekologicznej BdPN, w Sękowcu domek myśliwski Nadleśnictwa Lutowiska.

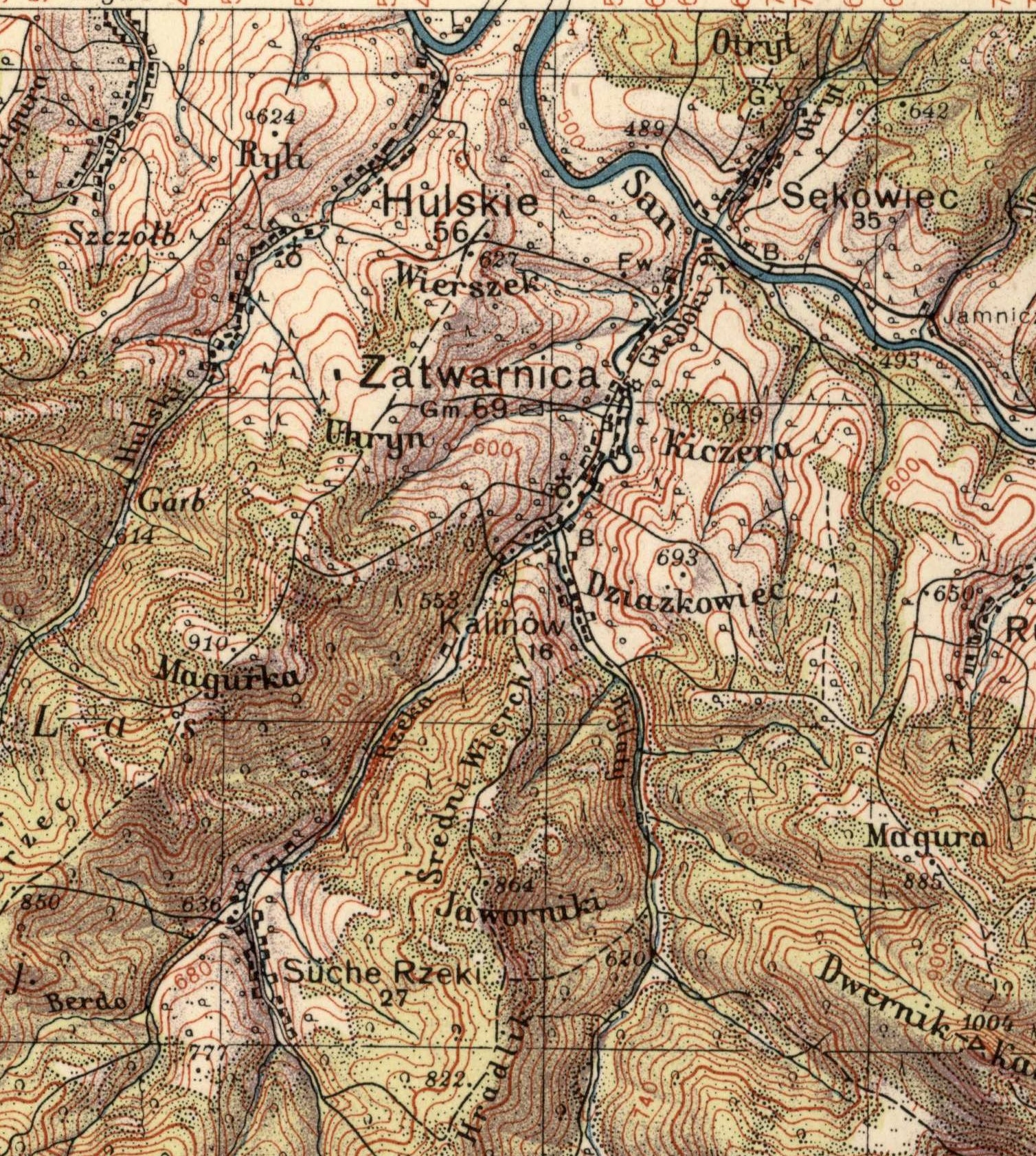
Wieś na mapie Wojskowego Instytutu Geograficznego z 1937 roku

## Demografia
- 1895 we wsi (wraz z przysiółkami) znajdują się 93 domy (614 mieszkańców: 568 grekokatolików, 46 żydów i 16 rzymskich katolików).
- 1921 – 126 domów (796 mieszkańców: 681 grekokatolików, 82 żydów i 6 rzymskich katolików).
- 1991 – 204 osoby.
- 2004 – 238 osób.
- 2011 – 217 osób[1][2]
- 2020 – 205 osób[13]